# Erodium carolinianum
Erodium carolinianum är en näveväxtart som beskrevs av J.J. Aldasoro, C. Aedo, C. Navarro och L. Saez. Erodium carolinianum ingår i släktet skatnävor, och familjen näveväxter. Inga underarter finns listade i Catalogue of Life.